# Eberhard Winkler (Theologe)
Martin Eberhard Winkler (* 23. Juli 1933 in Königsberg) ist ein deutscher evangelischer Pfarrer und emeritierter Professor für Praktische Theologie an der Theologischen Fakultät der Martin-Luther-Universität Halle-Wittenberg.

## Leben
Nach dem Schulbesuch (zunächst in Königsberg in Ostpreußen, dann in Kaufungen und Waldenburg in Sachsen) absolvierte Winkler in Kaufungen eine Tischlerlehre und arbeitete als Tischlergeselle in Limbach-Oberfrohna. Von 1952 bis 1955 besuchte er das Missionsseminar Leipzig und studierte anschließend bis 1960 Theologie an der Universität Rostock. Während er in Kölzow und Rostock sein Vikariat absolvierte, wurde er schon 1961 mit einer Arbeit über exegetische Methoden bei Meister Eckhart in Rostock promoviert. 1963 folgte das Zweite Kirchliche Examen, 1965 die Habilitation (über die Leichenpredigt im deutschen Luthertum bis Spener) sowie die Ordination in Rostock. Anschließend war er Pfarrer in Rostock, wechselte aber 1966 als Dozent für Praktische Theologie an die Universität Halle, wo er 1969 zum Professor für Praktische Theologie ernannt wurde. Daneben war er von 1967 bis 1975 Pfarrverweser in Halle-Büschdorf, von 1975 bis 1997 in Gutenberg. 
Nach seiner Emeritierung war er von 1998 bis 1999 Vertretungsprofessor für Praktische Theologie an der Humboldt-Universität Berlin. Von 1971 bis 2000 war Winkler Mitherausgeber der Theologischen Literaturzeitung, von 1987 bis 1992 war er Präsident des Leipziger Gustav-Adolf-Werkes.
Er lebt in Gutenberg, ist verheiratet, hat vier Kinder.

## Werke (Auswahl)
- Exegetische Methoden bei Meister Eckhart. Tübingen (Mohr (Siebeck)) 1965.
- Die Leichenpredigt im deutschen Luthertum bis Spener. München (Kaiser) 1967.
- Die Reformationsfestpredigt. Berlin (Evangelische Verlagsanstalt) und Stuttgart (Calwer) 1967.
- Die Gemeinde und ihr Amt. Berlin (Evangelische Verlagsanstalt) und Stuttgart (Calwer), ISBN 978-3-7668-0418-1.
- Kommunikation und Verkündigung. Berlin (Evangelische Verlagsanstalt) 1977.
- Impulse Luthers für die heutige Gemeindepraxis. Berlin 1983, ISBN 978-3-7668-0701-4.
- Tore zum Leben. Taufe-Konfirmation-Trauung-Bestattung. Neukirchen-Vluyn 1995, ISBN 978-3-7887-1523-6.
- Praktische Theologie elementar. Neukirchen-Vluyn 1997, ISBN 978-3-7887-1597-7.
- Gemeinde zwischen Volkskirche und Diaspora. Neukirchen-Vluyn 1998, ISBN 978-3-7887-1700-1.
- Freiheit und Verantwortung. Warum Luther aktuell ist. Leipzig 2013, ISBN 978-3-374-03125-2.